# Rokühnit
Rokühnit ist ein sehr selten vorkommendes Mineral aus der Mineralklasse der „Halogenide“ mit der idealisierten chemischen Zusammensetzung FeCl2·2H2O – ist also ein wasserhaltiges Eisen(II)-chlorid. Rokühnit kristallisiert im monoklinen Kristallsystem und entwickelt Krusten aus dünnen, plättchenförmigen Kristallen bis 300 μm Größe, wobei die Platten häufig aus Fasern zusammengesetzt sind. Das Mineral ist eine sekundäre Bildung auf Klüften in älteren kaliumreichen Salzlagern, wo es von Carnallit, Rinneit, Halit, Tachyhydrit, Sylvin und Langbeinit begleitet wird. Die Typlokalität des Rokühnits ist das Kaliwerk Salzdetfurth (Koordinaten des Kaliwerks Salzdetfurth) bei Bad Salzdetfurth, Landkreis Hildesheim, Niedersachsen, Deutschland.

## Etymologie und Geschichte

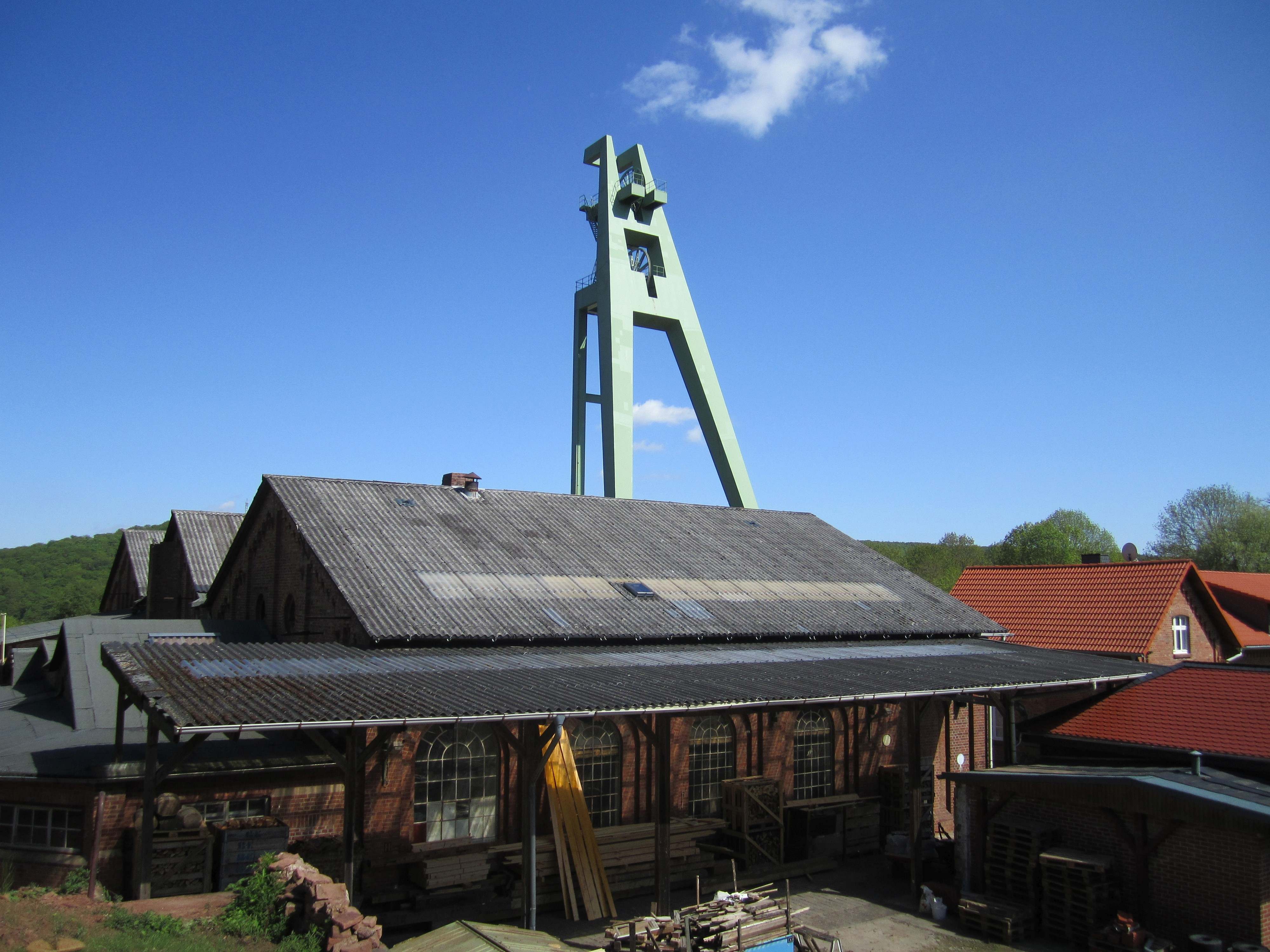
Typlokalität des Rokühnits: das Kaliwerk Salzdetfurth

Das Vorkommen eines wasserhaltigen Eisenchlorids mit der Formel FeCl2·2H2O in Kalilagerstätten wurde bereits vor mehr als einhundert Jahren für wahrscheinlich gehalten. Es dauerte jedoch noch Jahrzehnte, bis diese chemische Verbindung auch als Mineral entdeckt wurde – wahrscheinlich wegen der Tendenz von Fe2+, zu oxidieren, wenn das Mineral mit der normalen Atmosphäre in Berührung kommt. Im Jahre 1977 wurden bei einer Kartierungsbefahrung des Kaliwerks Salzdetfurth im Grauen Salzton (T3) der Leine-Serie bis zu 0,5 m breite, mit grobspätigen Mineralen sekundären Ursprungs gefüllte Klüfte beobachtet. Dabei handelte es sich vorwiegend um Carnallit, in dem schwach rosa gefärbte bzw. nach Verwitterung bräunlichgelbe Nester aus Rinneit eingelagert sind. Die Rinneit-Nester sind am Kontakt zum Carnallit häufig von einem maximal 5 mm breiten Saum umgeben.
Im Zuge der Bearbeitung des Materials aus diesem Saum stellte sich heraus, dass der Saum aus einer Verwachsung von angenähert 20 % Carnallit, 10 % Rinneit, 25 % Halit und 45 % eines unbekannten Minerals bestand. Nach der Durchführung der entsprechenden Untersuchungen wurde letzteres Ende August 1979 von der International Mineralogical Association (IMA) anerkannt und 1980 von einem deutschen Forscherteam mit Renate von Hodenberg von der Gottfried Wilhelm Leibniz Universität Hannover und Gustav von Struensee von der Kali und Salz AG in Kassel als Rokühnit beschrieben. Benannt wurde das Mineral nach dem Mineralogen am Kaliforschungsinstituts Hannover und späteren Honorarprofessor an der Ruprecht-Karls-Universität Heidelberg Robert Kühn (1911–1997) in Anerkennung seiner wichtigen Beiträge zur Erforschung von Salzlagerstätten in der zweiten Hälfte des 20. Jahrhunderts. Der Name „Kühnit“ stand nicht zur Verfügung, weil „Kühnit“ ein früherer Name für das Mineral Berzeliit, Ca2+2Na+Mg2+2As5+3O12, war, womit der Leipziger Professor für Chemie Otto Bernhard Kühn geehrt werden sollte.
Das Typmaterial für Rokühnit wird unter der Katalognummer GZG.MIN.3.1.31.1 in der Sammlung des Geowissenschaftlichen Zentrums (UH023-025-Typusschränke Minerale) der Georg-August-Universität Göttingen aufbewahrt. Weiteres Typmaterial (Cotypen, ohne Angabe von Katalognummern) befindet sich in den Sammlungen der Ruprecht-Karls-Universität Heidelberg und der Gottfried Wilhelm Leibniz Universität Hannover.

## Klassifikation
Die veraltete 8. Auflage der Mineralsystematik nach Strunz führt den Rokühnit noch nicht auf.
Im zuletzt 2018 überarbeiteten und aktualisierten Lapis-Mineralienverzeichnis nach Stefan Weiß, das sich im Aufbau noch nach dieser alten Form der Systematik von Karl Hugo Strunz richtet, erhielt das Mineral die System- und Mineral-Nr. III/A.12-050. In der „Lapis-Systematik“ entspricht dies der Klasse der „Halogenide“ und dort der Abteilung „Einfache Halogenide“. Rokühnit bildet hier zusammen mit Antarcticit, Bischofit, Eriochalcit, Ghiarait, Hydrohalit, Nickelbischofit und Sinjarit die unbenannte Gruppe III/A.12.
Die von der International Mineralogical Association (IMA) zuletzt 2009 aktualisierte 9. Auflage der Strunz’schen Mineralsystematik ordnet den Rokühnit dagegen in die Abteilung der „Einfachen Halogenide mit H2O“ ein. Diese ist zudem weiter unterteilt nach dem Stoffmengenverhältnis von Metall (M) zu jeweiligen Halogen (X), so dass das Mineral entsprechend seiner Zusammensetzung in der Unterabteilung „M : X = 1 : 2“ zu finden ist, wo es als einziges Mitglied die unbenannte Gruppe 3.BB.10 bildet.
In der vorwiegend im englischen Sprachraum gebräuchlichen Systematik der Minerale nach Dana hat Rokühnit die System- und Mineralnummer 09.02.04.01. Dies entspricht ebenfalls der Klasse und gleichnamigen Abteilung der „Halogenide“. Hier ist er als einziges Mitglied in der unbenannten Gruppe 09.02.04 innerhalb der Unterabteilung der „Wasserfreien und wasserhaltigen Halogenide mit der Formel AX2“ zu finden.

## Chemismus
Da der wasserlösliche Rokühnit mit anderen Mineralen verwachsen ist, war es nicht möglich, das neue Mineral für die nasschemische Analyse zu isolieren. Die Minerale Carnallit und Rinneit, die das Nebengestein neben dem grünen Saum mit Rokühnit bilden, entsprechen ihrer jeweiligen nominellen Zusammensetzung. Aus diesem Grund wurde angenommen, dass die verwachsenen Minerale im grünen Saum aus demselben Material bestehen. Eine Analyse von Material aus dem grünen Saum ergab Gehalte von 7,89 % K2O; 13,89 % Na2O; 2,94 % MgO; 22,46 % FeO; 0,11 % CaO; 50,05 % Cl; 14,58 % H2O sowie 0,06 unlösl. HNO3 und [(–O = Cl2) –11,29 %]; Summe 100,69 %. In dem Mineralgemenge des grünen Saums wurden (in Gew.-%) 8,89 % Carnallit; 18,47 % Rinneit, 23,55 % Halit und 1,02 % Tachyhydrit mit einem „Rest“ von 48,14 % Rokühnit festgestellt. Nach Herausrechnung der Bestandteile der verwachsenen Minerale aus der chemischen Analyse ergab sich für den Rokühnit eine empirische chemische Zusammensetzung von (Fe0,88Mg0,12)Σ=1,00Cl2·1,95H2O, was unter Vernachlässigung der Mg-Anteils zu FeCl2·2H2O vereinfacht werden kann, welche 49,63 % FeO; 12,44 % H2O; 48,98 % Cl [−11,05 (–O = Cl2)]; Summe 100,00 % erfordert.
Die alleinige Elementkombination Fe–Cl–O–H weisen unter den derzeit bekannten Mineralen (Stand 2023) neben dem Rokühnit nur Hibbingit, Fe2+2(OH)3Cl, und Parahibbingit, Fe2(OH)3Cl, auf. Ungenügend charakterisiert sind Chlorosiderit, 4Fe2+(OH)2·Fe3+OCl·H2O, und der diskreditierte Hydromolysit, FeCl3·6H2O, sowie ein unbenanntes Fe-Chlorid-Hydrat I, FeCl3·2H2O und ein unbenanntes Fe-Chlorid-Hydrat II, FeCl3·3,5H2O. Die offizielle Formel der IMA für das Mineral wird mit FeCl2·2H2O angegeben.
Rokühnit ist das hydrierte Analogon von Lawrencit, (Fe2+,Ni)Cl2. Ferner ist Rokühnit das Fe-dominante Analogon zum Na-dominierten Hydrohalit, NaCl2·2H2O, zum Cu-dominierten Eriocalcit, CuCl2·2H2O, und zum Ca-dominierten Sinjarit, CaCl2·2H2O.

## Kristallstruktur
Rokühnit kristallisiert monoklin in der Raumgruppe C2/m (Raumgruppen-Nr. 12) mit den Gitterparametern a = 7,396 Å; b = 8,458 Å; c = 3,638 Å und β = 97,68° sowie zwei Formeleinheiten pro Elementarzelle.
Die Kristallstruktur des synthetischen FeCl2·2H2O wurde von Bruno Morosin und Edward J. Graeber gelöst. Sie besteht aus polymeren Ketten von Fe2+- und Chlor-Ionen, die in einer nahezu quadratischen, ebenen Konfiguration angeordnet sind, wobei sich jeweils zwei Fe2+-Ionen ein Chlor-Ion teilen. Die Wassermoleküle, welche die verbleibenden oktaedrischen Positionen um das Metallion ausfüllen, verbinden benachbarte Ketten parallel zur c-Achse [001] durch Wasserstoffbrückenbindungen, an denen Wassergruppen beteiligt sind.

## Eigenschaften

### Morphologie
Rokühnit bildet vorwiegend plättchenförmig ausgebildete Kriställchen von 0,2–0,3 mm Größe und einer Dicke von 0,02 mm, die häufig aus kleinen Fasern zusammengesetzt sind. Die Plättchenebene ist eine Fläche der Form {110}. Trachtbestimmend ist das Prisma parallel der c-Achse {110}, wie die nebenstehenden Kristallzeichnung zeigt. Die beobachteten Kristallformen sind: {100}, {010}, {001}, {110}, {011}, {101}, {101}, {201} und {201}. Extrem selten wurden gipsähnliche Kontaktzwillinge mit (201) als Zwillingsebene gefunden.

### Physikalische Eigenschaften
Die Farbe der Rokühnit-Kristalle ist visuell nicht erkennbar. Rokühnit und die ihn begleitenden Minerale finden sich in einem maximal 5 mm breiten Saum zwischen Rinneit und Carnallit, der im frischen Bruch lindgrün und verwittert hellbraun erscheint. Die Strichfarbe des Rokühnits wird mit weiß angegeben.
Rohkühnit ist halbdurchsichtig; zum Glanz existieren aufgrund der Kleinheit der Kristalle keine Angaben. Er weist eine hohe Lichtbrechung (nα = 1,605; nβ = 1,633; nγ = 1,703) und eine sehr starke Doppelbrechung (δ = 0,098) auf.
Unter dem Polarisationsmikroskop ist der zweiachsig positive Rokühnit im durchfallenden Licht farblos.
Die Kristalle des Rokühnits sind sehr gut nach {110} und gut nach {010} spaltbar. Angaben zu Tenazität und zum Bruch existieren aufgrund der Kleinheit der Rokühnit-Kristalle nicht. Dünne Plättchen des Minerals bestehen aus Fasern, die – ähnlich wie bei Molybdänit – unelastisch biegsam sind.
Die Mohshärte des Minerals ist nicht bestimmbar. Die gemessene Dichte für Rokühnit beträgt 2,35 g/cm³, die berechnete Dichte (Röntgendichte) 2,3 g/cm³.

### Chemische Eigenschaften
Rokühnit ist unter normalen Bedingungen sehr wenig beständig. Je nach der Höhe der relativen Luftfeuchtigkeit beginnt das Mineral früher oder später zu verwittern. Dieser Prozess setzt bei 70 % Luftfeuchtigkeit schon nach 20 Minuten ein, bei 50 % Feuchte dagegen erst nach einigen Stunden.
Als erste Verwitterungsstufe bildet sich FeCl2·4H2O, wobei der Rokühnit 2 Mol Kristallwasser aufnimmt. Diese Umwandlung ist von keiner Farbänderung begleitet, und oftmals behalten die Kristalle dabei auch ihren Einkristall-Charakter. Im weiteren Verlauf der Verwitterung oxydiert das Fe2+ zu Fe3+. Das Material wird braun, und die Kristalle zerfallen. In luftdicht verschlossenen Gefäßen ist der Rokühnit unbegrenzt haltbar.
Rokühnit ist hygroskopisch, löslich in Wasser, topotaktisch hydratisierend und an der Luft schnell oxidierend.

## Bildung und Fundorte

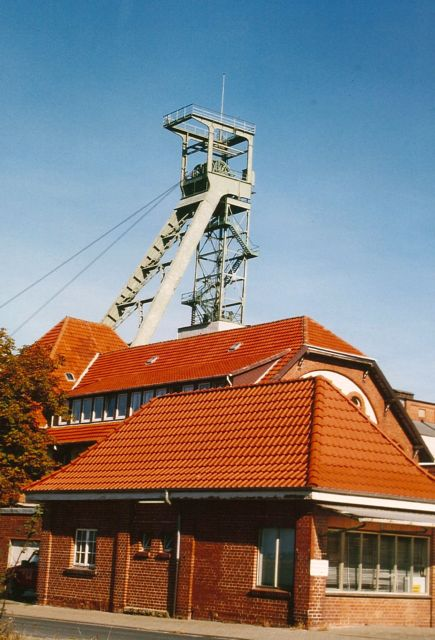
Kaliwerk Siegfried Giesen – der Zweitfundort für Rokühnit

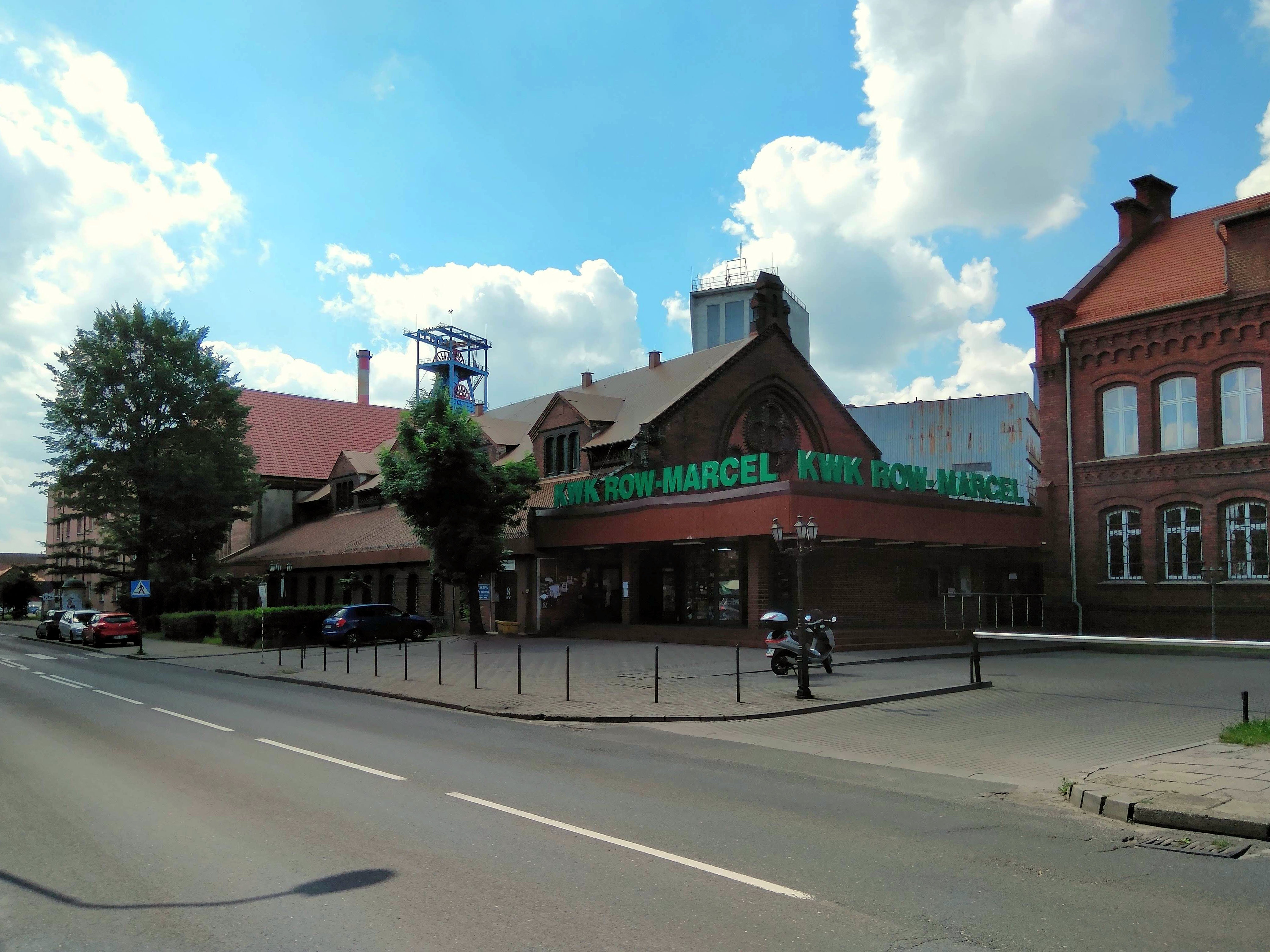
Brennende Halden des Steinkohlenbergwerks Kopalnia Węgla Kamiennego Marcel sind ein weiterer Fundort für Rokühnit

Rokühnit ist ein sekundär gebildetes Mineral und tritt als Füllung von bis zu 0,5 m breiten Klüften im unteren Teil des Grauen Salztons (T3) der Leine-Formation und mitunter auch im Deckanhydrit (A2r), direkt unter dem T3, auf. Beide Schichten gehören zum Zechstein (Oberperm). Das Mineral ist Produkt einer wahrscheinlich kretazischen Lösungsmetamorphose in der Salzfolge, möglicherweise in Kombination mit einer Dynamometamorphose.
Die Klüfte im Salzton sind mit grobspätigen Mineralen sekundären Ursprungs gefüllt, bei denen es sich vorwiegend um Carnallit handelt, in dem schwach rosa gefärbte bzw. nach Verwitterung bräunlichgelbe Rinneitnester eingelagert sind. Die Rinneitnester sind am Kontakt zum Carnallit von einem bis 5 mm breiten Saum umgeben, der eine Verwachsung von Carnallit, Rinneit, Halit und Rokühnit darstellt. Weitere Begleiter können Sylvin und Langbeinit sein. Beim Material aus der „Československá armáda Mine“ sitzt der Rokühnit auf Magnesiocopiapit.
Die Typlokalität des Rokühnits ist der Bereich 968/969 auf der 915-m-Sohle des Kaliwerks Salzdetfurth (Koordinaten des Kaliwerks Salzdetfurth) bei Bad Salzdetfurth, Landkreis Hildesheim, Niedersachsen, Deutschland. Bereits im Jahre 1980 waren vier weitere Fundpunkte für Rokühnit in diesem Bergwerk bekannt.
Weltweit konnte Rokühnit bisher (Stand: 2023) an ca. 10 Fundorten nachgewiesen werden. Dazu gehören neben der Typlokalität Kaliwerk Salzdetfurth ferner:
- die 1050-m-Sohle des Kaliwerks Siegfried-Giesen, Giesen bei Sarstedt, Landkreis Hildesheim, Niedersachsen, Deutschland[7]
- das Kaliwerk Hildesia der Gewerkschaft Hildesia, Diekholzen, Landkreis Hildesheim, Niedersachsen, Deutschland Diekholzen, Kalisalzbergwerk Diekholzen[3]
- die Československá armáda Mine (ČSA Mine) bei Orlová im Okres Karviná, Moravskoslezský kraj (Mährisch-Schlesische Region), Tschechien[17]
- die brennende Halde des Steinkohlenbergwerks Kopalnia Węgla Kamiennego Marcel im Verbund Rybnicki Okręg Węglowy, Radlin, Oberschlesisches Industriegebiet, Powiat Wodzisławski, Woiwodschaft Schlesien, Polen[20]
- die berühmten Kammerpegmatite bei Choroschiw (ehemals Wolodarsk-Wolynskyj), ehemaliger Rajon Choroschiw und heute Rajon Schytomyr, Oblast Schytomyr, Ukraine[21]
- das 35 Meilen südwestlich von Fredericton liegende Wolfram-Molybdän-Bismut-Zinn-Bergwerk der „Mount Pleasant Mine“ (hier befinden sich die weltgrößten Indium-Reserven) im Saint George Parish, Charlotte Co., New Brunswick, Kanada[22]

Fundorte für Rokühnit aus Österreich und der Schweiz sind damit unbekannt.

## Verwendung
Rokühnit ist aufgrund seiner Seltenheit ökonomisch praktisch bedeutungslos.